# Psyche (mythologie)

De ontvoering van Psyche door William-Adolphe Bouguereau

Psyche is een vrouwelijke persoon uit de Griekse mythologie. Psyche was een koningsdochter en had twee zusters. Zij was de geliefde van Eros, de zoon van Aphrodite. In zijn werk De Gouden Ezel vertelt Lucius Apuleius het verhaal van de twee geliefden.

## Verhaal

### Offer
Psyche was zo mooi dat niemand met haar durfde te trouwen. Haar twee zussen waren beiden al getrouwd met een koninklijke prins en Psyche was nog alleen. Ze wilde niet meer zo mooi zijn, anders zou ze nooit liefde kunnen ontvangen. Haar ouders werden hierdoor ongerust en raadpleegden het orakel van Apollo. Zijn antwoord was:  “De maagd is bestemd als bruid voor een onsterfelijke minnaar. Haar toekomstige man wacht op haar op de top van de berg. Goden noch mensen kunnen weerstand bieden tegen hem, die een monster is.”
Het volk bracht Psyche naar een rots waar ze werd achtergelaten, naar de man die door het ongelukkige lot aan haar voorbestemd was. Bij de berg aangekomen werd ze opgetild door Zephyros. Ze viel in een diepe slaap en werd wakker in een bos met hoge, mooie bomen. Ze ging het bos in en kwam bij een prachtige fontein. Achter de fontein stond een kasteel, zó mooi dat het onmogelijk door mensen kon zijn gemaakt.

### Eros' paleis
Ze ging er naar binnen en haar verbazing werd bij alles wat ze tegenkwam groter: Gouden pilaren ondersteunden het dak van ivoor en cederhout en de muren waren er prachtig beschilderd. Terwijl Psyche vol bewondering rondkeek, sprak een stem tegen haar: “Onovertroffen vrouwe, alles wat u ziet is van u. De stemmen die u hoort zijn uw bedienden. Ze zullen alles doen wat u hen opdraagt. Ga nu naar uw kamer en fris u op voor het eten.”
Psyche deed wat haar gezegd werd en na een bad genomen te hebben ging ze aan tafel zitten. Het heerlijkste eten en de verrukkelijkste wijnen werden haar voorgezet. Terwijl ze at hoorde ze betoverende muziek.
Haar door het lot toegewezen man had ze echter nog nooit gezien. Hij kwam toen het reeds donker was en verliet haar voordat het licht werd. Ze smeekte vaak of hij nog even kon blijven tot het licht was, zodat ze hem kon zien. Maar dat weigerde hij steeds. Hij verklaarde: “Waarom zou je me willen zien? Twijfel je aan mijn liefde? Heb je nog een onbevredigde wens? Als je me zou zien, zou je misschien bang voor me worden of me adoreren. Het enige echter wat ik van je vraag is je liefde. Ik wil liever dat je van me houdt als gelijke dan dat je van me houdt als een god.”
Om deze reden hield Psyche zich een tijdje stil. Maar al snel begon ze zich ongelukkig te voelen. Ze miste haar ouders en haar zussen. Ze kon haar situatie met niemand delen. Het paleis begon als een gevangenis te voelen. Dit vertelde ze aan haar mysterieuze man. Die gaf haar toestemming om haar zussen te gaan halen. Dus haalde Zephyros ook haar zussen. Ze genoten in het paleis van heerlijke baden en stelden Psyche ontelbare vragen over haar man. Psyche gaf al snel toe dat ze hem nog nooit had gezien. Haar zussen zeiden daarop dat ze zich zorgen zou moeten maken. Het orakel had immers gezegd dat hij een monster was. Ze raadden haar aan het licht aan te doen als hij sliep om te kijken hoe hij eruitzag, zich te wapenen met een dolk en niet te twijfelen om zijn hoofd eraf te hakken als hij een monster bleek te zijn.

### Verlies
Ze gaf een tijdlang geen gehoor aan de raad van haar zussen, maar op een zekere nacht was ze zo nieuwsgierig dat ze hun advies opvolgde. De persoon die naast haar lag was echter geen monster. Hij was de mooiste der goden, met gouden krullen die langs zijn roodgekleurde wangen vielen. Hij had twee vochtige vleugels op zijn schouders, witter dan sneeuw, met glimmende veren. Toen Psyche voorover leunde om zijn gezicht van dichtbij te zien, viel een druppel olie uit haar lamp op de schouder van de god. Hij werd wakker, spreidde zijn vleugels en vloog het raam uit. Psyche, in haar poging hem te volgen, viel uit het raam. Eros stopte even en sprak: “O domme Psyche, is dit hoe je mijn liefde terugbetaalt? Denk jij dat ik, die mijn moeders wil heb genegeerd en jou tot mijn vrouw heb gemaakt, een monster ben en wil jij mijn hoofd afhakken? Ga terug naar je zussen wier advies je, in tegenstelling tot dat van mij, wel hebt opgevolgd. Ik zal je straffen door je voor altijd te verlaten. Liefde kan niet ergens wonen waar achterdocht leeft.” Nadat hij dit gezegd had, vloog hij weg en liet hij de arme Psyche alleen achter.
Toen Psyche wakker werd was ze niet langer in het mooie paleis. Ze lag op een open vlakte met haar zussen. Psyche vertelde hen het verhaal, waarop die, in de hoop zelf met Amor te huwen, meteen teruggingen naar de berg om daar te wachten op Zephyros. Die kwam echter niet. Ze vielen van de berg, tegen de rotsen en stierven.

### Vier taken
Ondertussen dwaalde Psyche een dag en een nacht rond. Zonder eten, drinken of rust. Ze was op zoek naar haar verloren man. In de tempel van Demeter kreeg ze advies. Ze moest naar Aphrodite gaan en haar opdrachten uitvoeren. Misschien zou ze dan ooit haar man terug krijgen. Ze ging naar de tempel van Aphrodite, die haar met afkeer ontving. Ze vroeg of Psyche soms kwam om haar zieke man te zien, herstellende van een wond die hem door zijn liefhebbende vrouw toegebracht was. Ze zou Psyche als echtgenote op de proef stellen.
- Ze beval Psyche naar het opslaghuis van haar tempel te gaan. Daar lag een berg met tarwe, gerst, gierst, wikken, bonen en linzen. Aphrodite zei tegen Psyche: “Sorteer deze granen, stop alles van dezelfde soort bij elkaar en zorg dat het voor de avond klaar is.” Toen vertrok Aphrodite. Maar Psyche bleef zitten, met stomheid geslagen, zonder maar een vinger uit te steken.

Terwijl Psyche daar zat, vroeg Eros hulp aan een leger mieren. Ze sorteerden korrel voor korrel de hele graanberg.
Nadat Aphrodite gegeten had, ging ze naar Psyche en zag dat de taak vervuld was. Ze zei: “Dit heb jij niet gedaan, dit is zijn werk.”
- De volgende ochtend kreeg Psyche een nieuwe opdracht: ze moest van een groep schapen met goudkleurige vachten de wol verzamelen. Psyche vertrok naar de rivieroever waar ze de schapen zou vinden en kreeg dit keer advies van de riviergod. Dat advies was dat ze moest wachten tot de nacht, omdat er gevaarlijke rammen rondliepen die haar zouden doden. ’s Avonds, als ze dan sliepen, kon ze veilig passeren en de schapenwol van de takken van de bomen plukken, waar die aan was blijven hangen.

En zo vervulde Psyche haar tweede taak. Weer kreeg ze geen goedkeuring van Aphrodite, omdat deze wist dat Psyche hulp had gehad.
- Psyche moest op een steile bergtop een kristallen urntje met het sprekende, zwarte water vullen, dat van daar neerstroomde in de Styx en Cocytus en door grimmige draken werd beschermd. Ze kreeg hulp van Zeus' adelaar, die het urntje voor haar vulde.
- Psyche kreeg een nieuwe opdracht. Ze moest met een doosje naar Persephone gaan en om een beetje schoonheidszalf vragen voor haar meesteres, omdat deze, toen ze voor haar zieke zoon zorgde, een beetje van haar eigen schoonheid was verloren. Psyche moest voor de avond terug zijn.

Toen ze op weg was hoorde Psyche een stem die zei hoe ze de gevaren van de weg kon vermijden. Ze moest met twee koeken en twee munten langs Kerberus, de hond met drie koppen, zien te komen en Charon overhalen om haar de zwarte rivier over te brengen. Zonder de gevaarlijke weg af te hoeven leggen zou ze dan bij een grot het koninkrijk van Hades vinden. De stem zei echter ook, dat ze het gevulde doosje nooit open mocht maken en erin kijken.
Psyche kwam veilig aan bij Hades en ze mocht doorgaan naar Persephone om de boodschap van Aphrodite door te geven. Ze kreeg het doosje mee terug, gesloten en gevuld met het kostbare goedje. Ze ging dezelfde weg terug als waarlangs ze gekomen was. Ze was erg blij om het daglicht weer te zien. Omdat ze zichzelf niet kon weerhouden het doosje dicht te laten, opende ze het om een klein beetje schoonheid aan zichzelf te geven. In het doosje vond ze echter geen schoonheidszalf, maar een duivelse slaap. Ze viel midden op de weg zonder enig gevoel of beweging in slaap.
Eros vluchtte door een kier van zijn raam en zocht Psyche. Toen hij haar gevonden had, haalde hij de slaap uit haar ogen en stopte hem terug in het doosje. Daarop  raakte hij haar aan met een van zijn pijlen. Psyche werd wakker en vervulde alsnog haar taak.

### Huwelijk
Eros vertelde Zeus over zijn liefde voor Psyche. Zeus ging vervolgens met Aphrodite praten, die toestemde om Psyche en Eros samen te laten zijn. Hermes werd naar de aarde gestuurd om Psyche te halen. Toen Psyche in de hemel aankwam, kreeg ze een beker ambrosia en Hermes zei: “Drink dit, Psyche, en je zult onsterfelijk worden. Eros zal zich nooit kunnen losrukken van de problemen die hij krijgt, maar jullie huwelijk zal eeuwig zijn.”
Psyche werd verenigd met Eros en binnen korte tijd hadden ze een dochtertje, genaamd Hedone.

## Beeldende kunst
De relatie tussen deze twee geliefden, die niet voor elkaar bestemd waren, is veelvuldig als onderwerp van kunstwerken gebruikt, onder andere door Antonio Canova, Bertel Thorvaldsen, William-Adolphe Bouguereau en Edvard Munch.

## Galerij

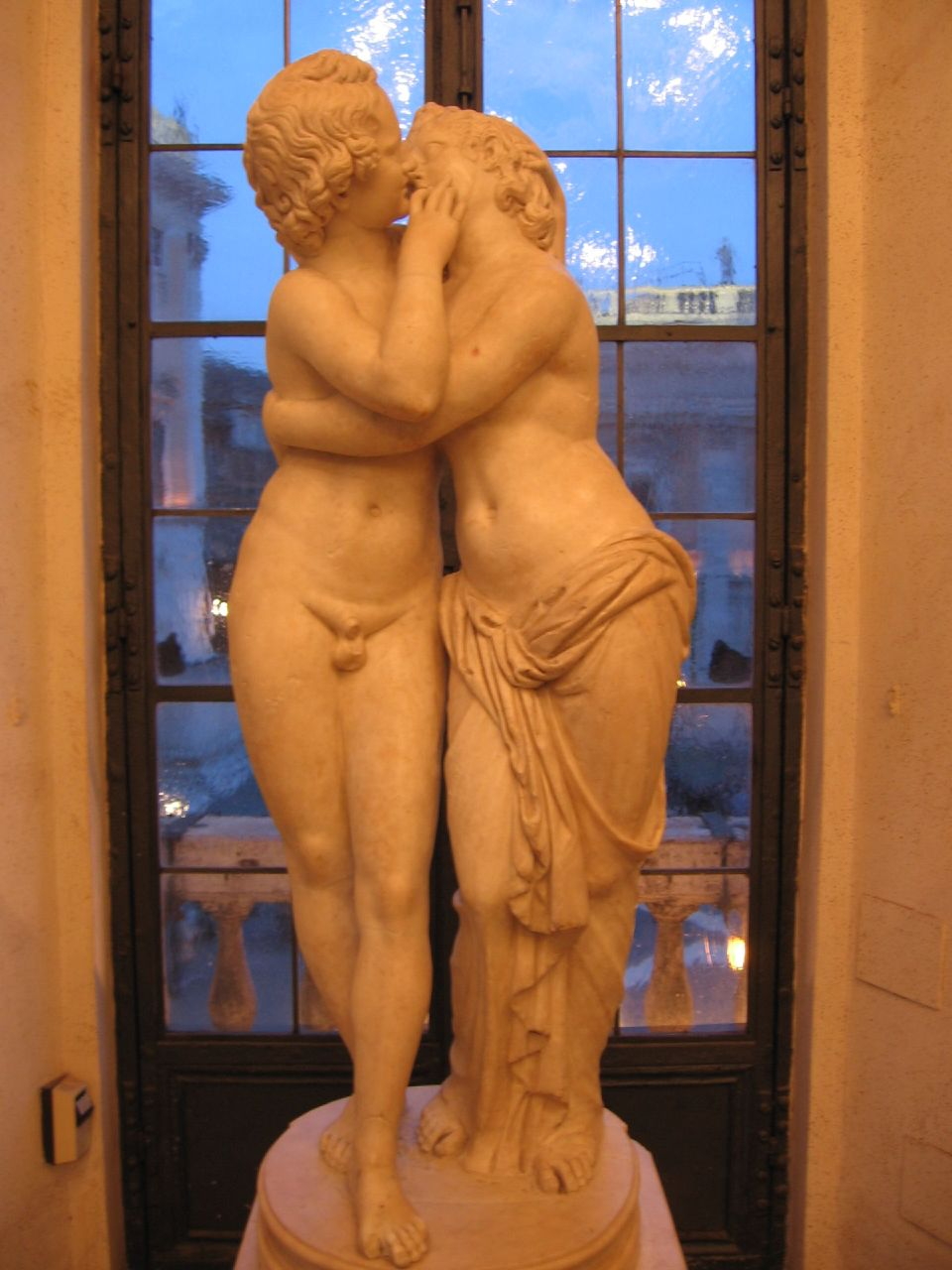
Amor en Psyche, Romeinse kopie van een Hellenistisch beeld, Capitolijnse Musea, Rome
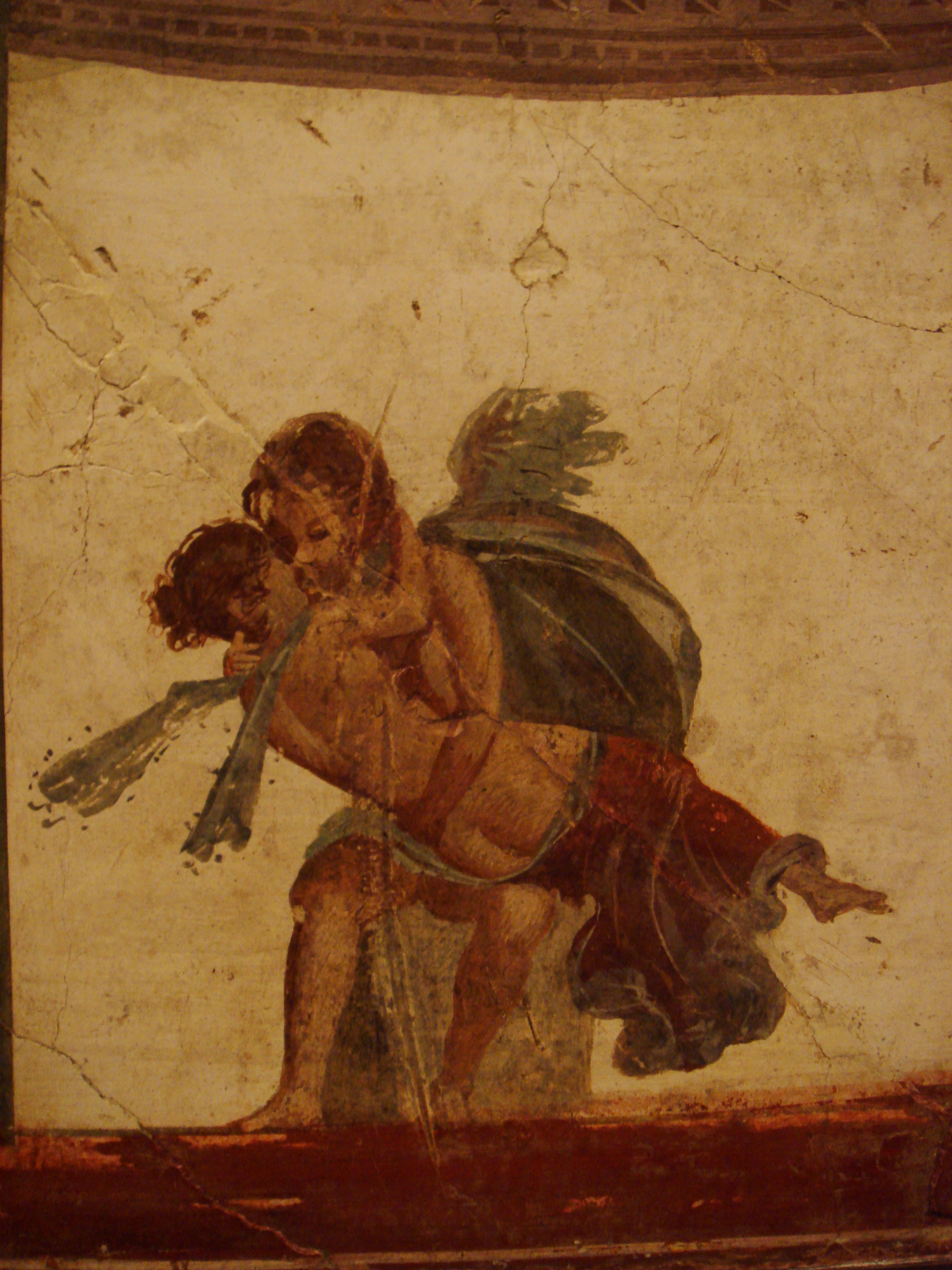
Eros en Psyche, Romeins fresco uit Pompeï
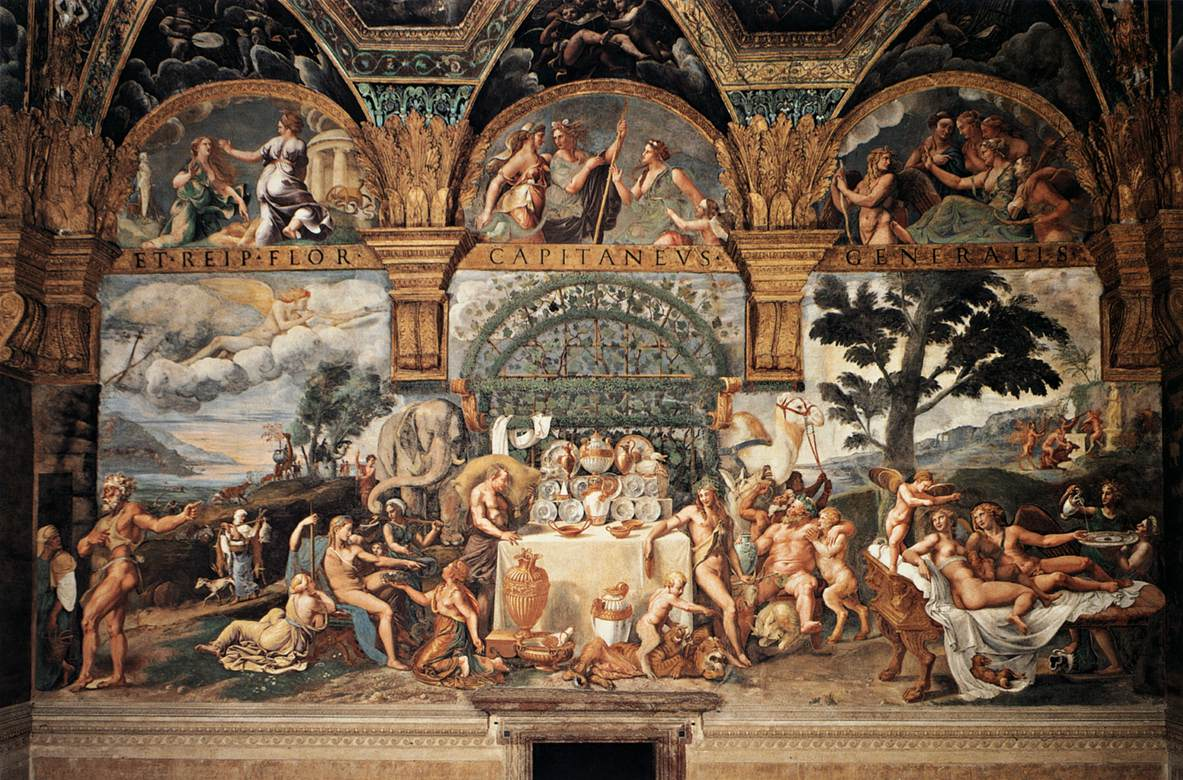
Giulio Romano, Het banket van Amor en Psyche, 1532-1535, Palazzo del Te, Mantua
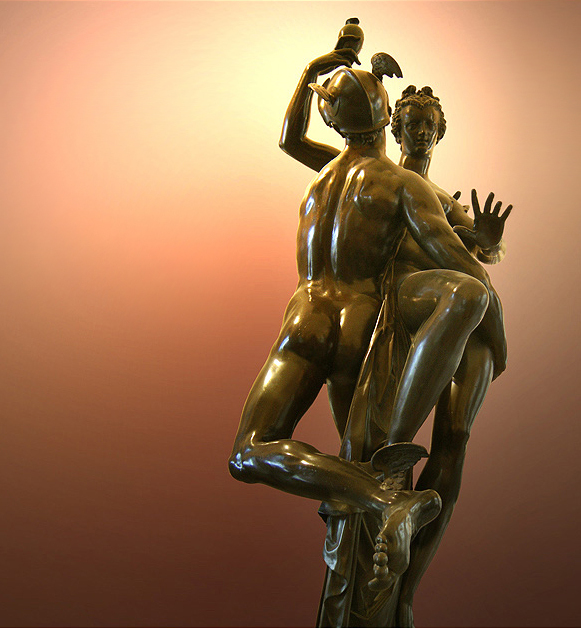
Adriaen de Vries, Mercurius en Psyche, 1593, Louvre, Parijs
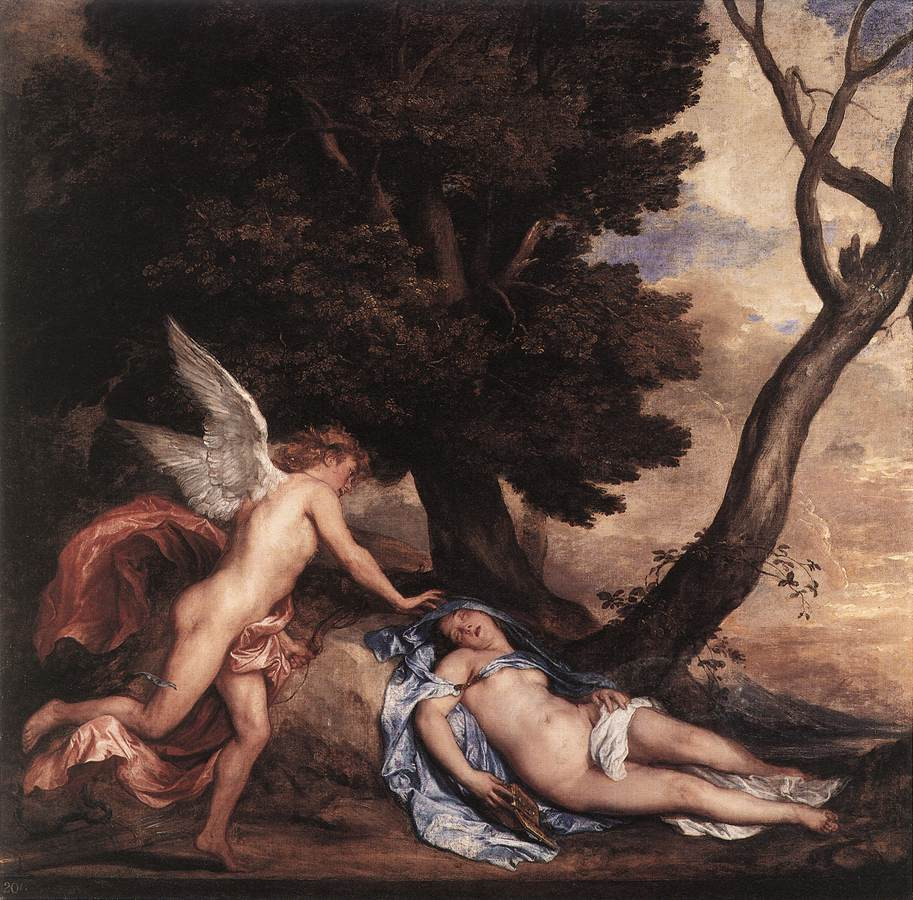
Antoon van Dyck, Amor en Psyche, ca. 1638, Royal Collection
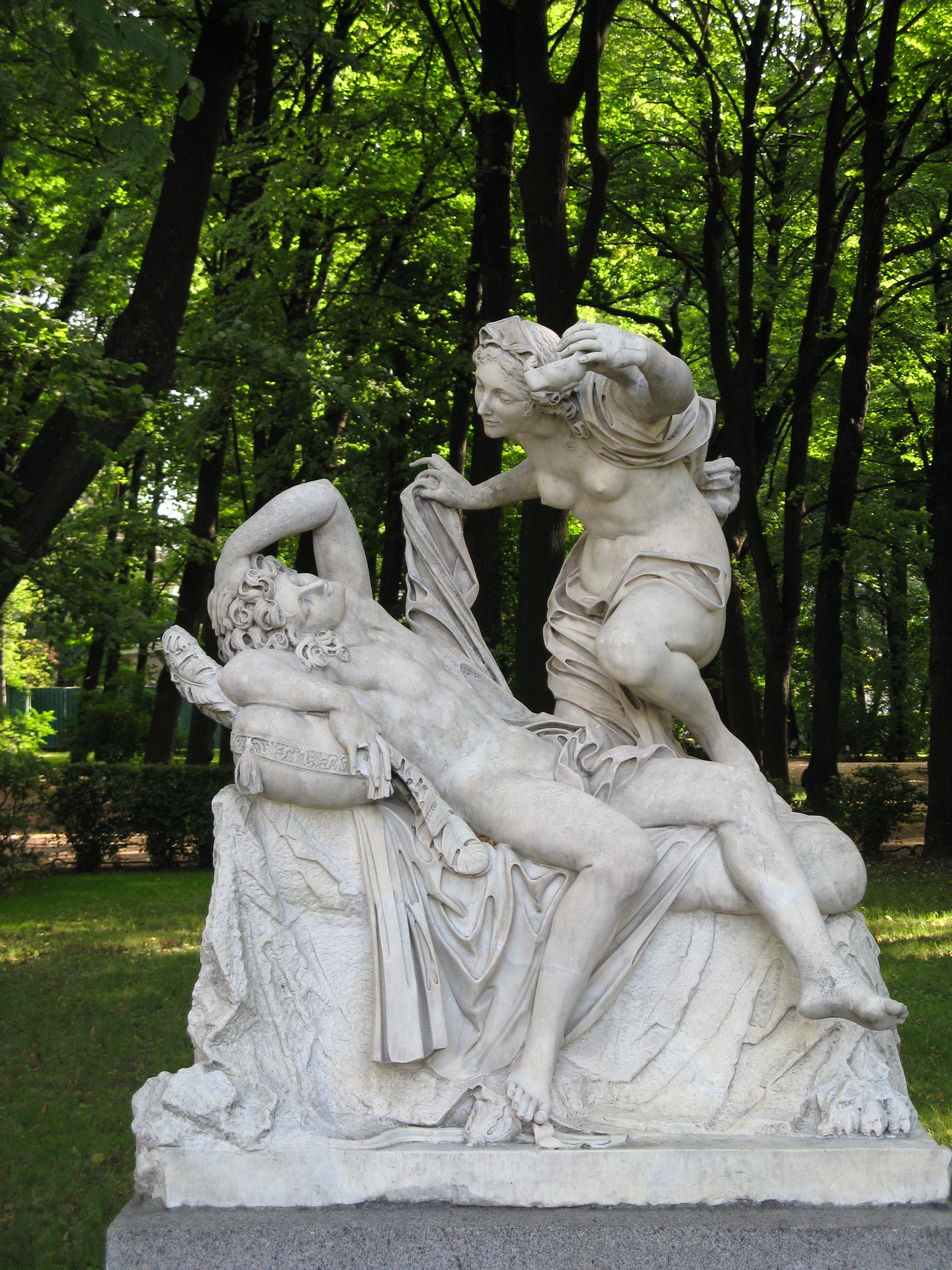
Cupido en Psyche, eind 17e eeuw, Zomertuin, Sint-Petersburg
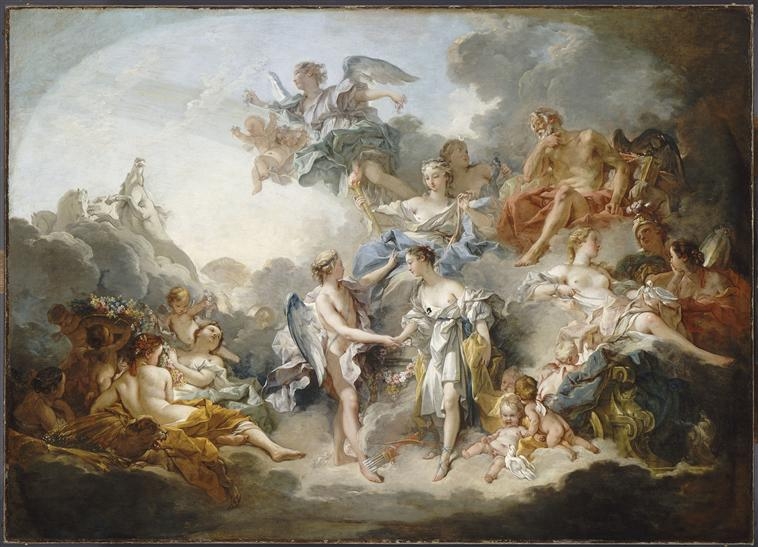
François Boucher, Het huwelijk van Psyche en Amor, 1744, Louvre, Parijs
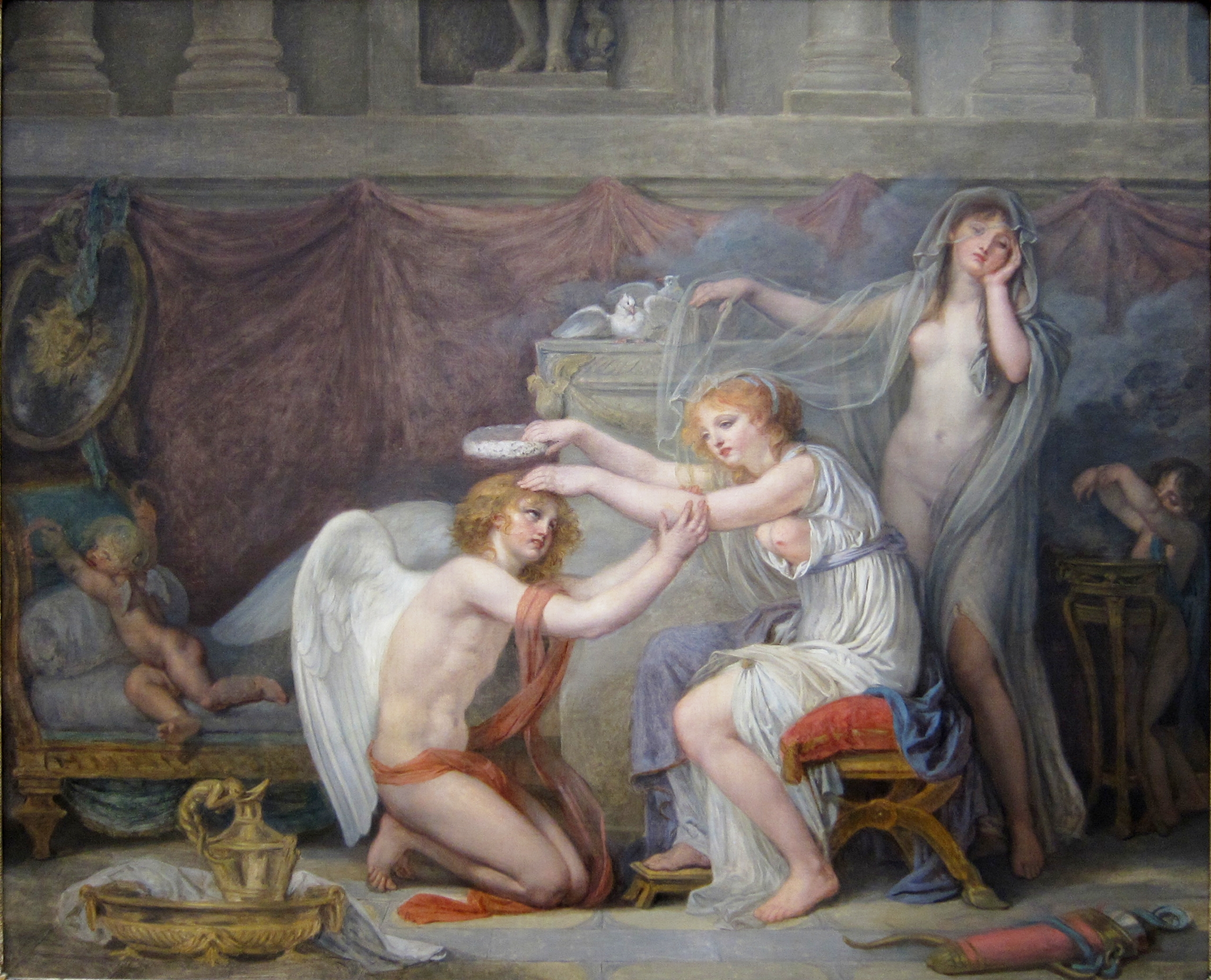
Jean-Baptiste Greuze, Psyche kroont Amor, 1785-1790, Museum voor Schone Kunsten, Lille
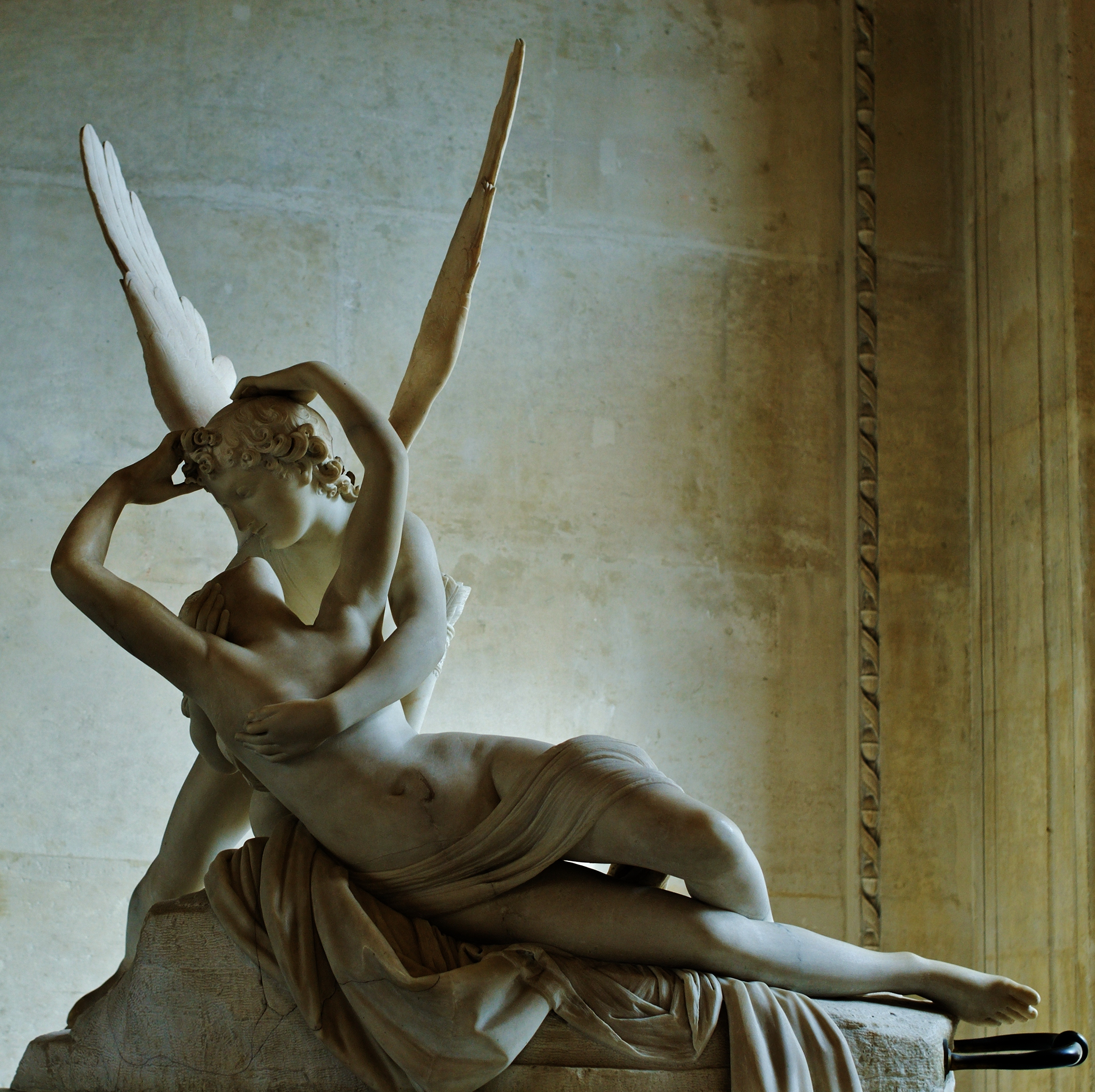
Antonio Canova, Psyche tot leven gewekt door de kus van de Liefde, 1793, marmer, Louvre, Parijs
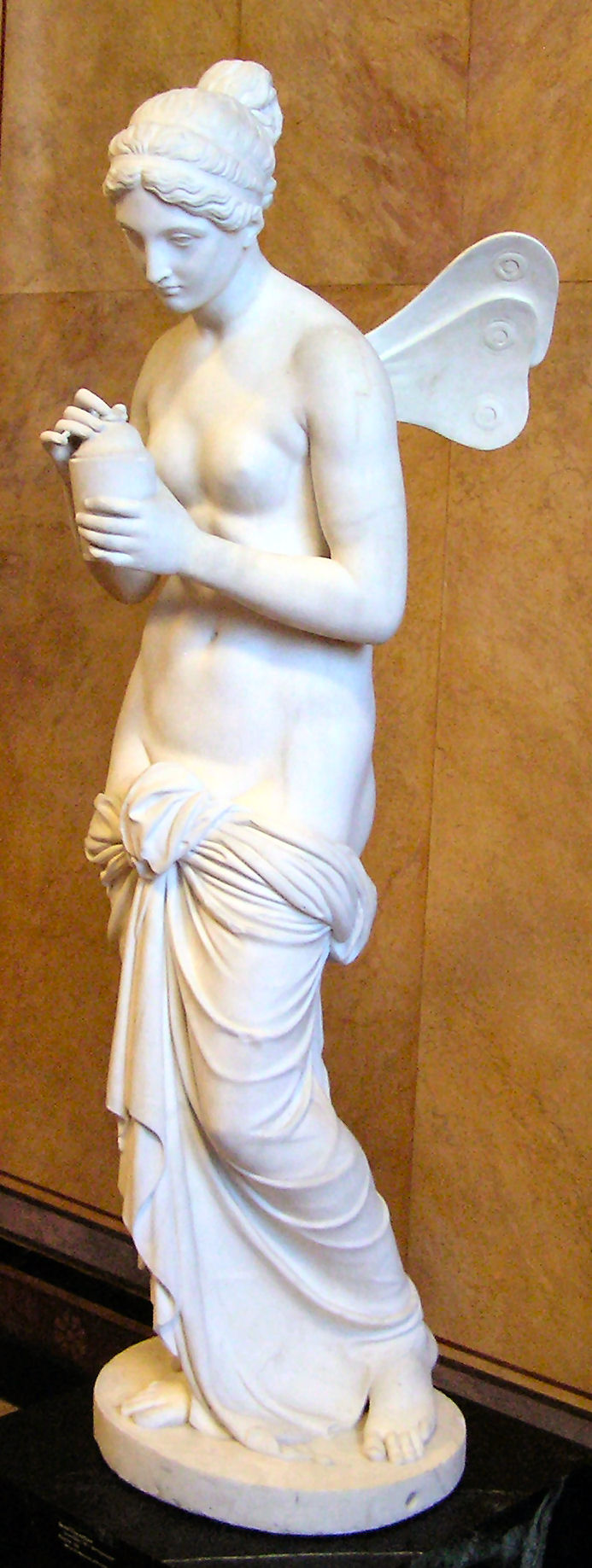
Bertel Thorvaldsen, Psyche, Alte Nationalgalerie, Berlijn
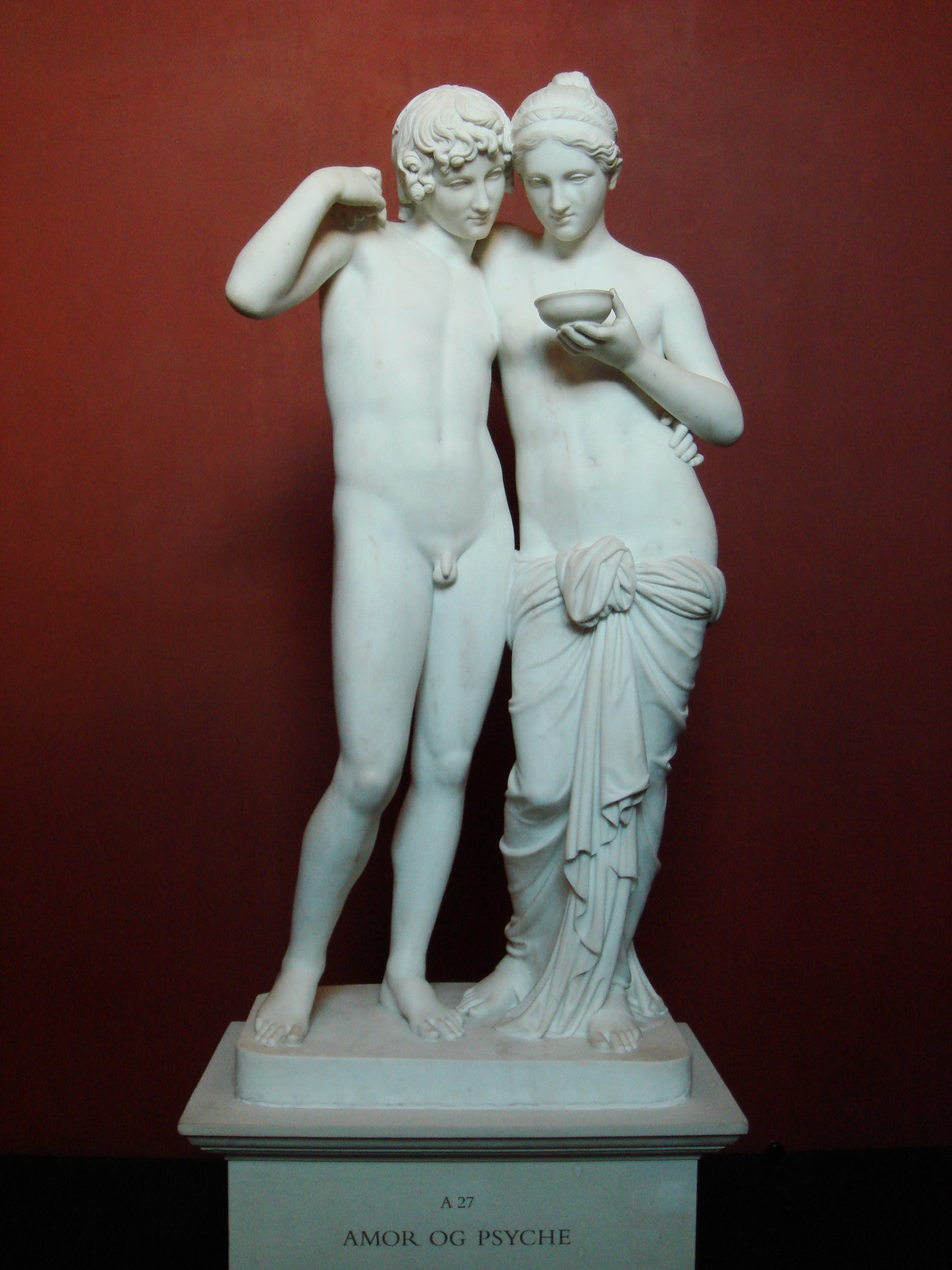
Bertel Thorvaldsen, Amor en Psyche, Thorvaldsens Museum, Kopenhagen
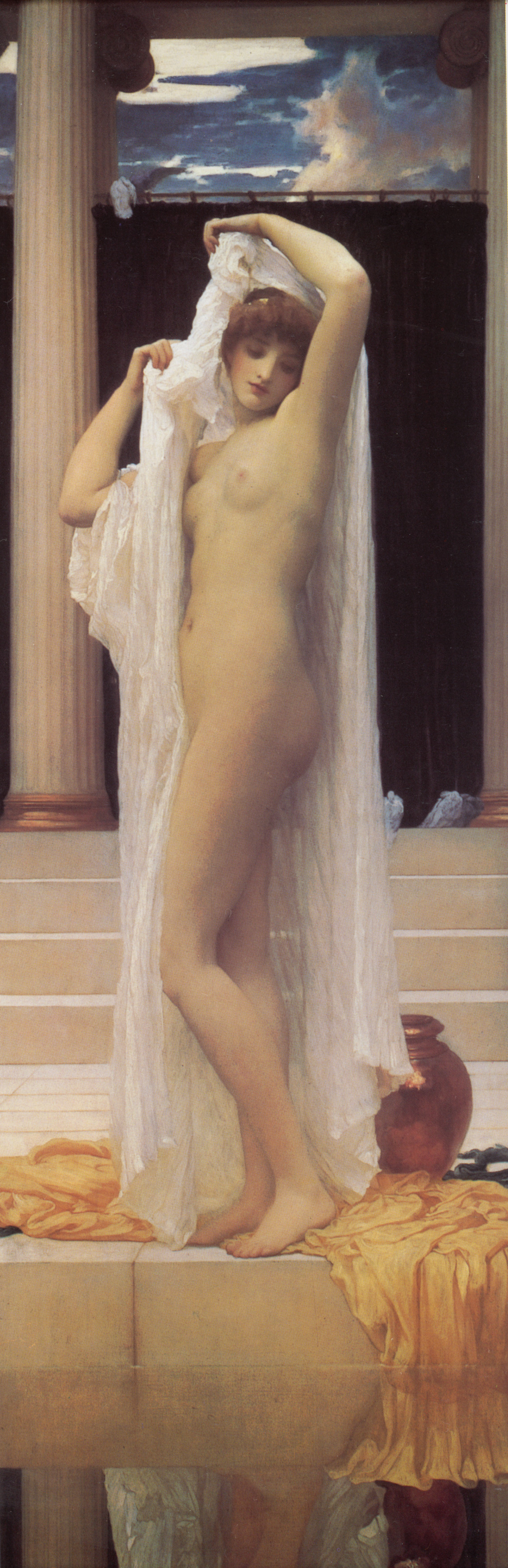
Frederic Leighton, Het bad van Psyche, 1890, Tate Britain, Londen
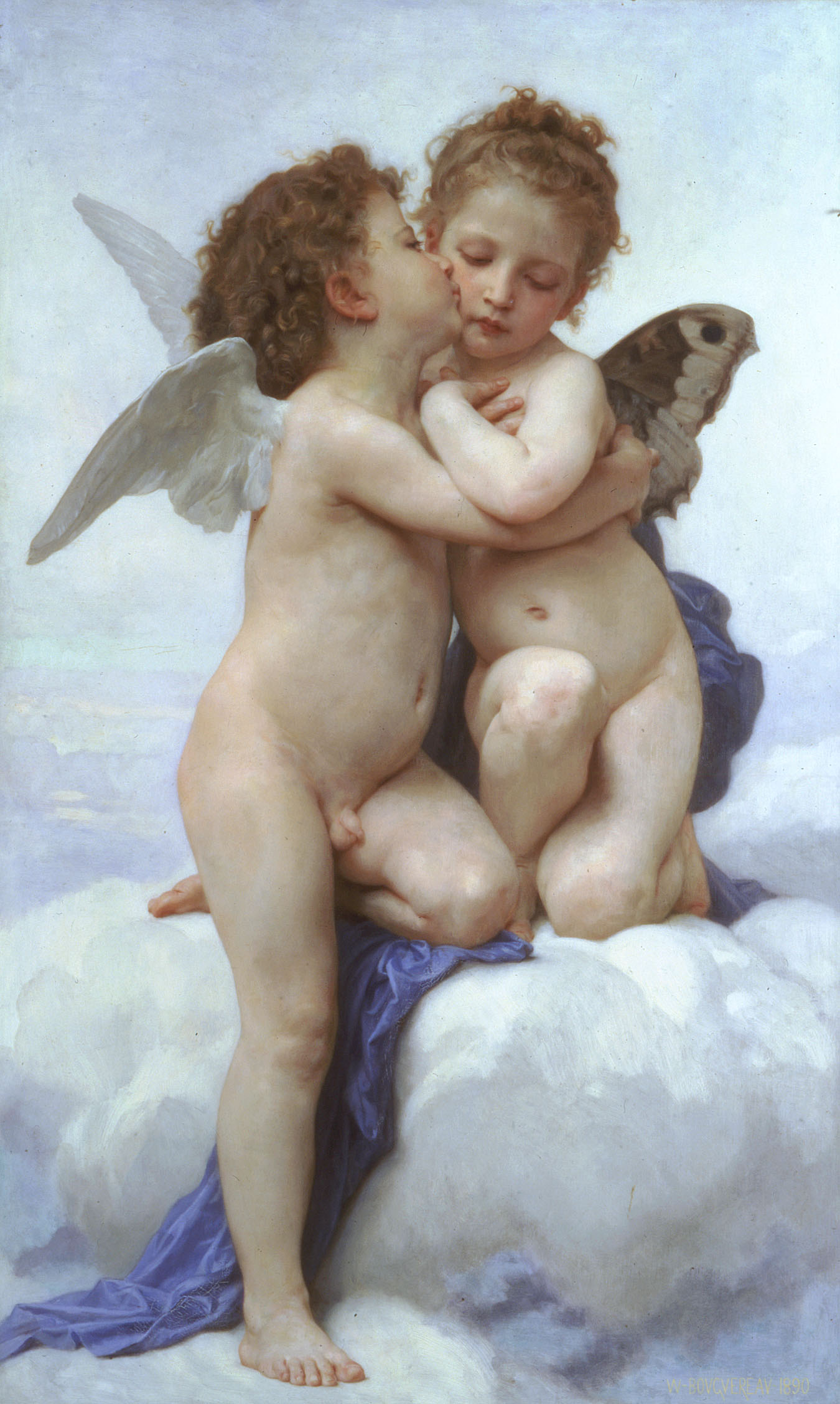
William-Adolphe Bouguereau, Amor en Psyche als kind ("De eerste kus"), 1890, privéverzameling
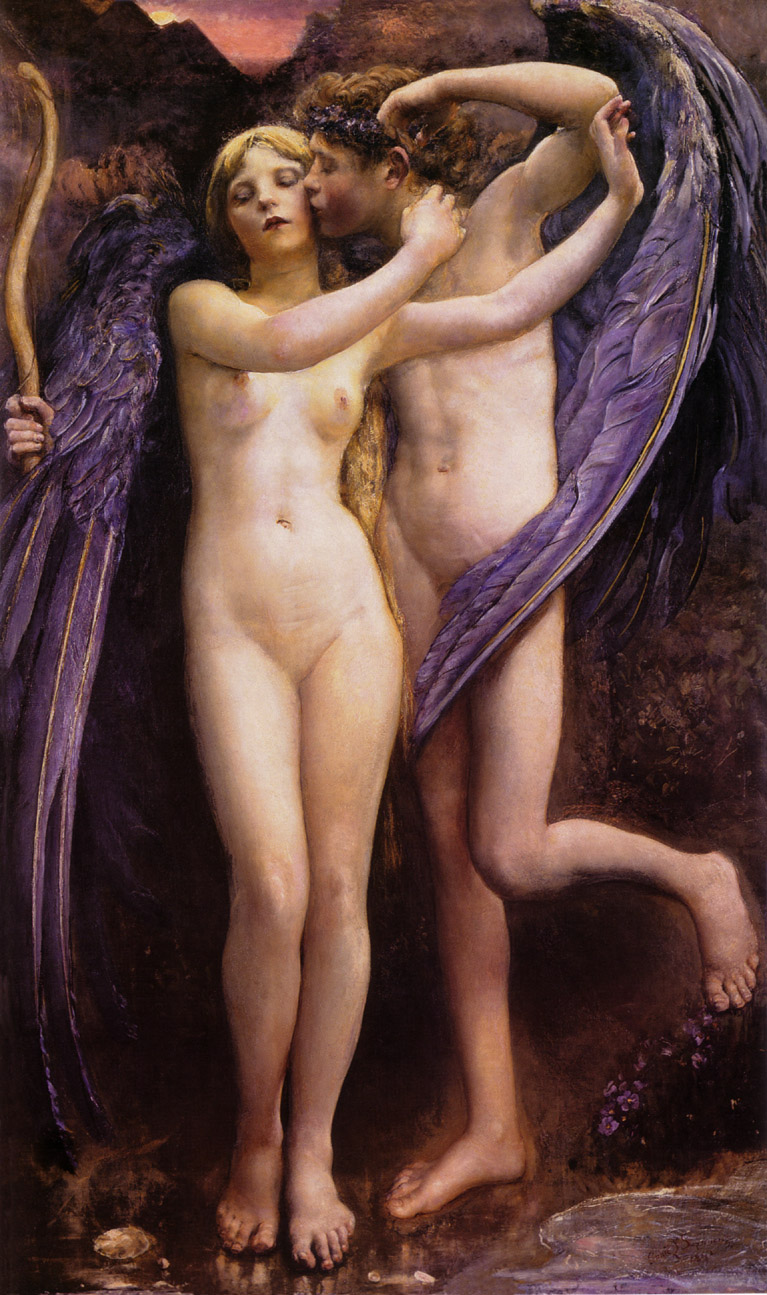
Annie Swynnerton, Cupid and Psyche, 1891

## Verder lezen
- Apuleius, and Emilie van Opstall. 2000. Amor & Psyche. Amsterdam: Athenaeum-Polak & Van Gennep. (Nederlandse vertaling) Titel op Worldcat
- Kenney, Edward John, and Apuleius. 2001. Apuleius, Cupid & Psyche. Cambridge: Cambridge Univ. Press. Titel op Worldcat
- Moreschini, Claudio, and Apuleius. 1999. Il mito di Amore e Psiche in Apuleio: saggio, testo di Apuleio, traduzione e commento. Napoli: M. D'Auria. Titel op Worldcat
- Apuleius Madaurensis, Lucius., Zimmerman, Maaike, Panayotakis, Stelios, Hunink, Vincent Jan Christiaan, Keulen, Wytse H, Harrison, Stephen J, McCreight, Th.D, Wesseling, B, and Van Mal-Maeder, Danielle. Metamorphoses: Books IV 28-35, V and VI 1-24 The Tale of Cupid and Psyche: Text, Introduction and Commentary. Groningen Commentaries on Apuleius. Groningen: Forsten, 2004. Titel op Worldcat